# Lorenzo Alexander
Lorenzo John Alexander (Oakland, 31 maggio 1983) è un ex giocatore di football americano statunitense che ha militato nel ruolo di outside linebacker nella National Football League (NFL).

## Carriera professionistica

### Primi anni
Dopo non essere stato scelto nel Draft NFL 2005, Alexander firmò con i Carolina Panthers. Fu svincolato il 3 settembre 2006 senza mai essere sceso in campo, passando ai Baltimore Ravens, da cui fu nuovamente svincolato solamente quattro giorni dopo.

### Washington Redskins
Il 3 ottobre 2006, Alexander firmò con i Washington Redskins, con cui debuttò come professionista nella settimana 5 della stagione 2007 contro i Detroit Lions. Giocò a Washington fino alla stagione 2012 principalmente negli special team, di cui nominato capitano a partire dalla stagione 2010. In quel ruolo fu convocato per il suo primo Pro Bowl nel 2012.

### Arizona Cardinals
Alexander firmò con gli Arizona Cardinals il 13 marzo 2013 un contratto triennale del valore di 9,5 milioni di dollari.
Il 23 settembre fu annunciato che avrebbe passato il resto della stagione 2013 in lista infortunati a causa della rottura di un legamento nella settimana 3 contro i New Orleans Saints. Il 31 agosto 2015 fu svincolato dai Cardinals.

### Oakland Raiders
Il 2 settembre 2015, Alexander firmò un contratto annuale del valore di 870.000 dollari con gli Oakland Raiders.

### Buffalo Bills
Il 12 aprile 2016, Alexander firmò con i Buffalo Bills un contratto annuale come free agent del valore di 885.000 dollari e con essi, all'età di 33 anni, disputò la miglior stagione in carriera. Il 9 ottobre mise per la prima volta a segno tre sack in una sola gara contro i Los Angeles Rams. La sua annata iniziò facendo registrare almeno un sack in tutte le prime sette gare per un totale di 9, tanti quanti ne aveva accumulati in carriera nel decennio precedente. Per queste prestazioni fu premiato come miglior difensore della AFC del mese di ottobre. L'11 dicembre, contro i Pittsburgh Steelers, Alexander mise a segno il primo intercetto in carriera, ritornandolo per 28 yard. A fine anno fu convocato per il suo secondo Pro Bowl, il primo nel ruolo di outside linebacker, e inserito nel Second-team All-Pro dopo avere terminato con i propri primati personali in tackle (76), sack (12,5, terzo nella NFL), intercetti (1), passaggi deviati (6) e fumble forzati (3).
Nel 2017, Alexander non replicò i numeri della stagione precedente, terminando con 73 tackle, 3 sack e 3 fumble forzati. La migliore gara della stagione la disputò probabilmente nel primo turno di playoff in cui guidò i Bills con 10 tackle e un sack nella sconfitta per 10-3 contro i Jacksonville Jaguars. Si ritirò dopo la stagione 2019.

## Palmarès
- Convocazioni al Pro Bowl: 2

2012, 2016
- MVP del Pro Bowl: 1

2016
- Second-team All-Pro: 1

2016
- Difensore della AFC del mese: 1

ottobre 2016